# 西六鄉
西六鄉（日语：／ Nishi-rokugō */?）是東京都大田區的町名。現行行政地名為西六鄉一丁目至西六鄉四丁目。2013年8月1日為止的人口有19,243人。郵遞區號144-0056。

## 地理
位於東京都大田區南部。東與大田區仲六鄉之間以JR東日本東海道線、京濱東北線為界。西南部與神奈川縣川崎市幸區堀川町、幸町、戶手、小向之間以多摩川（六鄉川）為界。北鄰大田區新蒲田、多摩川。町域內多為住宅地。

## 歷史
1937年（昭和12年）六鄉町、高畑町、町屋町、道塚町各一部分合併為西六鄉一～三丁目。1966年（昭和41年）實施住居表示，古川町一部分併入，為現在的西六鄉。

### 地名由來
位於六鄉地區的西部而得名。

## 交通

### 鐵路
本町東側有JR東海道本線、京濱東北線通過，但未設站。最近的車站是仲六鄉的京急本線雜色站、六鄉土手站。

## 備註
1. ↑  .   [2013-08-26]. （原始内容存档于2014-02-18）.

## 外部連結
- 工廠與合唱團之町 西六鄉 （页面存档备份，存于）